# Howe Island
Howe Island ist eine Insel im St. Lawrence River östlich von Kingston im Frontenac County, Ontario, Kanada.
Es ist Teil der Thousand-Islands-Kette. Howe Island gehört zusammen mit Wolfe Island und Simcoe Island zur Gemeinde Frontenac Islands, die 1998 durch den Zusammenschluss von Gemeinden entstanden ist. Howe Island ist rund 13 km lang und 5 km breit und hat eine Fläche von 31 Quadratkilometern. Der Hauptkanal des St. Lawrence River verläuft im Süden der Insel, während der Bateau Channel im Norden zwischen dem kanadischen Festland und der Insel verläuft.
Die Bevölkerung von Howe Island im betrug Jahr 2011 602 gemeldete Einwohner, diese Zahl wächst in den Sommermonaten, wenn die zahlreichen Freizeitimmobilien bewohnt sind.
Zwei Fährverbindungen verbinden die Insel mit dem Festland: eine von der Grafschaft betriebene Fähre im Westen der Gemeinde Pitts Ferry, Teil von Kingston; und die Township-betriebene „Foot Ferry“ im Osten von Gananoque.